# Airport City (Computerspiel)
Airport City ist ein kostenloses (free-to-play) Aufbauspiel. Es wird von Game Insight entwickelt und vertrieben. Die Markteinführung von Airport City erfolgte am 1. September 2011 auf der Social-Media-Plattform Facebook. Das Spiel war am 11. Februar 2012 erstmals bei Google Play verfügbar und erschien am 16. August 2012 auch für iOS. Danach kam am 26. Oktober 2012 die Version für den Amazon Appstore und am 3. April 2014 die Version für Microsoft Windows hinzu. Das Spiel ist plattformübergreifend, so können Spieler auf allen unterstützten Plattformen zusammenarbeiten und gegeneinander antreten.
Im September 2019 spielten laut Game Insight weltweit über 75 Millionen registrierte Spieler Airport City auf allen unterstützten Plattformen.

## Spielverlauf
In Airport City hat der Spieler die Aufgabe, einen kleinen Flughafen zu einem Großflughafen auszubauen. Auch die benachbarte Stadt muss weiterentwickelt werden, um den Flughafenbetrieb mit Reisenden und Einkommen aus Gewerbeimmobilien zu unterstützen.
Während die Stadt und der Flughafen wachsen, kann sich der Spieler an einem Weltraumprogramm beteiligen. Allein oder gemeinsam mit anderen Spielern ist man dazu aufgefordert, Missionen im All zu starten. Eine Gruppenaktivität für Spieler ist der Aufbau einer Allianz von Fluggesellschaften. Spieler können diese Allianzen gründen, um gemeinsam mit anderen Mitgliedern Missionen abzuschließen und gegen andere Allianzen anzutreten. Das Spiel wird regelmäßig erweitert. Es werden neue Flugzeuge, Gebäude, Flugdestinationen und Sammelobjekte hinzugefügt, die man bei Flugreisen erhält. Dabei handelt es sich beispielsweise um Erweiterungspakete oder nur begrenzt lange erhältliche Gegenstände für Sonderaktionen, die etwa einmal monatlich stattfinden. 
Saisongebundene Aktionen stellen echte Ereignisse der realen Welt, etwa Halloween, Weihnachten und Ostern nach, fiktive, wie die Bruchlandung eines UFOs in der Nähe der Stadt, oder basieren frei auf den Ereignissen aus Lewis Carrolls Alice im Wunderland.

## Rezeption

### Kritiken
Ian Morris von Pocket-lint nannte Airport City „das blödeste, ärgerlichste Spiel, das wir je auf Android gespielt haben“, das es aber trotzdem schafft, ziemlich süchtig zu machen und bei dem es immer etwas zu tun gibt. Trotz der repetitiven Spielweise sei es möglich, „kostenlos zu spielen und Spaß dabei zu haben“. Pete Davison, der für Adweek schreibt, nannte Airport City ein „solides Spiel mit ordentlichem Tiefgang“, obwohl er auch auf einige Makel hinwies, die den Gesamteindruck trübten. So fehlt beispielsweise die Möglichkeit, plattformübergreifend zwischen Facebook und mobilen Versionen zu spielen.
Valerie Lauer von Android Apps Review benotete das Spiel mit 4 von 5, lobte die detailreiche Grafik und nannte es „perfekt für Fans des Bauspiels oder Flugzeugfanatiker“ mit „einem ausgewogenen Spielverlauf und einer einzigartigen Kombination von Spielideen“.
Modojo benotete Airport City mit 4 von 5, lobte das Wirtschaftsmodell, die der realen Welt entlehnten Flugdestinationen und die „unendliche“ Fülle an Missionen, kritisierte dagegen, das Spiel sei „schwer zu spielen, ohne Geld darin auszugeben“. Leif Johnson von Gamezebo benotete die Facebook-Version des Spiels mit nur 3 von 5 und begründete dies mit den Worten: „Airport City ist im Grunde genommen kein schlechtes Spiel. Es verlangt aber ein bisschen zu viel für ein schon hinlänglich bekanntes Modell mit einem Nischengimmick“. Jon Mundy von Pocket Gamer meinte, im Spiel ginge es um „die Logistik, die benötigt wird, um einen funktionsfähigen Flughafen zu bauen“, man stecke dabei in einem nie enden wollenden Hamsterrad an Upgrades. Zugleich merkt er an, dass Gebietserweiterungen „ziemlich teuer sind und die Spielerbindung einer harten Prüfung unterziehen“. CNET benotete Airport City in einer Rezension mit 4 von 5: Das Spiel „ähnelt in vielen Aspekten der Spielereihe The Sims, unterscheidet sich aber doch so stark davon, dass das Interesse des Spielers nicht nachlässt“.

### Verkaufszahlen und Spieler
Airport City hatte im Oktober 2011 1,6 Millionen aktive Spieler auf Facebook. Im November 2018 hatte die Facebook-Version 800,000 aktive Spieler. Nach der Veröffentlichung auf Android im Februar 2012 erzielte Airport City 1 Million Installationen im nachfolgenden Monat und war seither einige Monate lang eine der umsatzstärksten Android-Apps. Das Spiel führte in den wöchentlichen Charts für kostenlose iPad-Apps im Vereinigten Königreich, nachdem es im August 2012 veröffentlicht wurde. Im März von 2014 erklärte Game Insight, dass Airport City insgesamt 37 Millionen Spieler erreicht und 33 Millionen Dollar Bruttoeinnahmen eingespielt hat. Die App verzeichnete im November 2018 über 10 Millionen Downloads beim Google Play Store.